# NGC 33
NGC 33 je dvostruka zvijezda u zviježđu Ribama.

## Vanjske poveznice
- SEDS: NGC 0033